# Accidente del DHC-6 de la Policía Real Tailandesa de 2025
El Accidente del DHC-6 de la Policía Real Tailandesa ocurrió el 25 de abril de 2025, cuando un avión Viking DHC-6-400 Twin Otter, se estrelló en el mar cerca de Hua Hin, en la provincia de Prachuap Khiri Khan, Tailandia, durante un vuelo de prueba en preparación para un entrenamiento de paracaidismo. Los cinco oficiales a bordo fallecieron en el lugar del accidente, mientras que el piloto sobrevivió, pero falleció posteriormente en el hospital debido a la gravedad de sus heridas.

## Aeronave
La aeronave involucrada fue un Viking DHC-6-400 Twin Otter, un avión bimotor de despegue y aterrizaje cortos (STOL), fabricado por Viking Air de Canadá. El avión está equipado con dos motores Pratt & Whitney Canada PT6A-34 y cuenta con un sistema de aviónica Honeywell Primus Apex. A bordo iban cinco oficiales de policía y un piloto.

## Accidente
El accidente ocurrió cerca del aeropuerto de Hua Hin, a las 8:15 a.m. hora local, cuando la aeronave se precipitó al mar a unos 100 metros de la costa, cerca del hotel Baby Grand Hua Hin.Las imágenes del sitio muestran que el fuselaje del avión se partió en dos tras el impacto.Testigos presenciales informaron haber escuchado ruidos anormales en el motor antes del impacto.Los cinco oficiales a bordo fallecieron, mientras que el piloto sobrevivió, pero falleció más tarde en el hospital debido a sus heridas.En cuanto al avión, la cabina estaba casi separada de la nariz. Ambas alas resultaron severamente dañadas por el impacto. La cola del avión también fue prácticamente arrancada del fuselaje. El motor derecho estaba severamente dañado. Las hélices se desprendieron del avión y quedaron aplastadas en la zona del asiento del piloto, provocando daños importantes.

## Reacciones
El jefe de la Policía Nacional, General Kitrat Phanphet, expresó sus condolencias y anunció que las familias de las víctimas recibirán apoyo completo, incluyendo beneficios y compensaciones estatales. Además, se otorgaron ascensos póstumos a los oficiales fallecidos.

## Investigación
Las autoridades están llevando a cabo una investigación exhaustiva para determinar las causas del accidente. Las autoridades lograron sacar con éxito los restos del avión del mar.También se han recuperado y están analizando los datos de la caja negra del avión.Las autoridades informaron que la aeronave perdió la estabilidad poco después de salir de la pista. A pesar de los intentos del piloto por recuperar el control, el avión se precipitó al mar, y el fuselaje pareció partirse en dos tras el impacto.Un equipo de investigadores de Canadá viajará para investigar la causa del accidente.Se descubrió que antes del accidente, la aeronave había experimentado problemas con el puntal del ala y la palanca de control. Se había sometido a reparaciones sistemáticas y se encontraba en un vuelo de prueba cuando ocurrió el incidente.El jefe de policía Kitrat Phanphet, quien visitó el lugar junto con otros funcionarios, dijo que las investigaciones iniciales mostraron que el avión se dirigía hacia las casas, pero el piloto logró maniobrarlo hacia el mar, evitando más víctimas mortales.